# Krowa i Kurczak
Krowa i Kurczak (ang. Cow & Chicken, 1997–1999) – amerykański serial animowany wykreowany przez Davida Feissa i wyprodukowany przez wytwórnię Hanna-Barbera (a dokładnie Hanna-Barbera Cartoons) dla Cartoon Network.
Premierowy odcinek pt. Nie pal został wyemitowany w bloku Co za kreskówka!.

## Bohaterowie

### Pierwszoplanowe postaci
- Krowa (ang. Cow) – to 6-, później 7-letnia siostra Kurczaka, Uwielbia się bawić swoimi wymionami oraz lalkami: Bobrem Drwalem, Guźcem Krapsem, Misiem Smrodkiem i Pocącą się Pam (odcinek, w którym Kurczak jest służącym Krowy w zamian za monetę 25 centową). Potrafi się sama wydoić. Gdy Kurczak ma kłopoty, zamienia się w mówiącą po hiszpańsku Superkrowę.
- Kurczak (ang. Chicken) – jest 10, później 11-letnim bratem Krowy. Uwielbia dobrą rozrywkę. Ma dwójkę przyjaciół, Flema i Earla. Nie przepada za swoją siostrą, ale zawsze jest jej wdzięczny, gdy ta uratuje go przed Czerwonym Gościem. Jako jedyny wie, że Superkrowa to jego przebrana siostra. Jest „trudnym dzieckiem” dla swoich rodziców.
- Czerwony (ang. The Red Guy) – czerwonoskóra postać o wyglądzie i charakterze diabła, zwykle nie nosi spodni. Jego ulubionym zajęciem jest znęcanie się nad Kurczakiem i szybkie zarabianie pieniędzy, a największym problemem odgadnięcie, kim jest Superkrowa (aluzja do odcinka Kim jest Superkrowa). Określenie czerwony jest umowne, gdyż w każdym odcinku jest on inną postacią, np. doktorem von Majtkow, pan MajtkiBez, „grubym, czerwonym facetem bez gaci”, Królem i Królową sera, doktorem Hail Kolano, mistrzem karate itp. (choć w odcinku Czy mogę pobawić się z Krową, pada imię „Czerwony”). W odcinku Nie pal zachowywał się jak prawdziwy diabeł i próbował wciągnąć Kurczaka do piekła, zmuszając go do palenia papierosów.

### Inne postaci
- Mama i Tata (ang. Mom & Dad) – rodzice głównych bohaterów. W większości odcinków widać tylko ich nogi, co jest nawiązaniem do starych kreskówek, jednak w serialu można również zauważyć obrazy przedstawiające ich od pasa w dół, ucięte poniżej pasa cienie, a w pilocie serii pokazane jest wyraźnie, że zwyczajnie nie mają tułowia. Ich imionami są po prostu Mama i Tata. Mama ubrana jest w białą spódnicę w wielkie czerwone grochy, żółty fartuch i „królicze” kapcie, a Tata nosi zielone spodnie w paski i kapcie w kształcie krokodyli.
- Flem i Earl (czyt. Flem i Erl) – najlepsi przyjaciele Kurczaka. Flem jest gruby, ubrany w zielony T-shirt i krótkie spodnie. Earl to szczupły chłopak, ubrany w czarną koszulkę i jeansy. Charakterystyczny dla niego jest aparat ortodontyczny i czerwona czapka.
- Nauczycielka – zwykle zdenerwowana niskim poziomem inteligencji uczniów, kobieta uczącą Krowę i Kurczaka. Jej ulubionym zwrotem jest Zamknijcie jadaczki, głąby, rozrywką stanie na głowie w celu dotlenienia mózgu. Często stawia uczniom oceny niedostateczne (F).
- Kurczak bez Kości (ang. Boneless Chicken) – jest wujkiem Kurczaka i Krowy, niepotrafiącym się samodzielnie poruszać. Weteran wojny w Namie (nie mylić z Wietnamem). Syn siostry dziadka Pawia, cioci Hortensji.
- Sou (ang. Sow) – kuzynka Krowy i Kurczaka, jest świnią. Podszywa się pod Krowę i dla zabawy robi głupie kawały ludziom w mieście. Jest uczulona na mleko (mimo to potrafi się sama wydoić, podobnie jak kuzynka) i (co jest zupełnie nielogiczne) świńskie tyłki.
- Czarna owca (ang. Black Sheep) – kuzyn Krowy i Kurczaka, wszyscy uważają, że przynosi pecha i dlatego obawiają się go.
- Ślimek – kuzyn głównych bohaterów, jest ślimakiem wielkości człowieka i posiadającym ręce i nogi. Jego matka jest człowiekiem, a ojciec ślimakiem.
- Profesor Wielkorogi Wół – brat Taty Krowy i Kurczaka. Podaje się za profesora, a tak naprawdę jest miejscowym łobuzem. Główni bohaterowie znaleźli mu pracę na ranczu w Teksasie.
- Babcia – babcia Krowy i Kurczaka; jest niewidoma.
- Bóbr Grizzly – ogromny, agresywny bóbr. Potrafi mówić. Pożarł Kurczaka, po czym stoczył pojedynek na obrażanki z Super Krową. Został przez nią później przemieniony w kanister bobrzej benzyny.

Dodatkowo w odcinku „Kurczak czarodziej” przez chwilę pojawia się Łasica z serialu Jam Łasica. Pawian nigdy się nie pojawia.

## Wersja polska
Opracowanie wersji polskiej: Start International Polska

Reżyseria: Paweł Galia

Dialogi polskie:
- Anna Celińska,
- Ewa Ziemska

Dźwięk i montaż: Jerzy Wierciński

Kierownik produkcji: Alicja Jaśkiewicz

Udział wzięli:
- Lucyna Malec – Krowa
- Wojciech Paszkowski – Kurczak
- Jarosław Boberek – Czerwony
- Paweł Szczesny –
  - Łasica,
  - Flem
- Elżbieta Jędrzejewska – Mama
- Marek Bocianiak – Tata
- Jacek Kopczyński –
  - Kurczak bez kości
  - Czarna Owca
  - Profesor Wielkorogi Wół
  - Różne głosy
- Mirosław Kowalczyk – Earl
- Agata Gawrońska-Bauman – Sow
- Włodzimierz Bednarski –
  - Generał Kiełbaska,
  - Mysz (odc. Czy mogę pobawić się z Krową)
- Piotr Borowiec – Lektor
- Krzysztof Zakrzewski − Duch z Szafy
- Dariusz Odija – Doktor Mu (odc. Krowa zarabia)
- Marek Robaczewski – Astronauta (odc. Inteligentna forma życia)
- Mikołaj Müller – Ślepy Johnson z Bagień (odc. Krowa i Kurczak oraz blues)
- Robert Tondera –
  - Duch (odc. Łapacz krowich snów),
  - Różne głosy
- Joanna Wizmur – Lodziarka (odc. Pieniążek za piórko)
- Mirosław Zbrojewicz
- Jarosław Domin
  - Kuzyn Ślimek
  - Chachi (Odc. Chachi, foka do żucia)
  - Różne głosy
- Paweł Galia
- Janusz Wituch
- Katarzyna Tatarak
- Ewa Serwa
- Cezary Kwieciński
- Ryszard Olesiński
- Iwona Rutkowska
- Zbigniew Konopka
- Adam Bauman
- Izabela Dąbrowska

i inni

## Odcinki
- Wyprodukowano 52 odcinki (po 2 epizody na odcinek) + odcinek pilotażowy serialu.
- Serial był emitowany na kanale Cartoon Network, początkowo w blokach – każdy trwał ok. 22 minuty i zawierał 2 epizody Krowy i Kurczaka i jeden Jam Łasica.
- Pierwszy epizod z odcinka 20 (Buffalo Gals - w jęz. polskim Bawole dziewuchy) został wyemitowany przez amerykański Cartoon Network tylko jeden raz. W następstwie skarg dotyczących fabuły epizodu (występowały w nim jednoznaczne nawiązania seksualne, a także ośmieszanie lesbijek poprzez liczne stereotypy), odcinek został niedopuszczony do ponownej emisji, ani do premiery w żadnej wersji językowej CN i zastąpiony przez pierwszy epizod z odcinka 8.
- Odcinek Nie pal (No smoking), wywołał kontrowersje z powodu propagandy palenia papierosów oraz zachowania Czerwonego występującego w roli diabła zaciągającego Kurczaka do piekła.

### Spis odcinków
| N/o                | Polski tytuł                    | Angielski tytuł                            |  |
| ------------------ | ------------------------------- | ------------------------------------------ |  |
|                    |                                 |                                            |  |
| ODCINEK PILOTAŻOWY |                                 |                                            |  |
|                    |                                 |                                            |  |
| P1                 | Nie pal                         | No smoking                                 |  |
|                    |                                 |                                            |  |
| SERIA PIERWSZA     |                                 |                                            |  |
|                    |                                 |                                            |  |
| 01                 | Wycieczka do więzienia          | Field Trip to Folsom Prison                |  |
| 01                 | W łazience dla dziewcząt        | The Girls’ Bathroom                        |  |
|                    |                                 |                                            |  |
| 02                 | Supermodelka Krowa              | Supermodel Cow                             |  |
| 02                 | Krowa zarabia                   | Part Time Job                              |  |
|                    |                                 |                                            |  |
| 03                 | Na dachu                        | Alive!                                     |  |
| 03                 | Kim jest Superkrowa?            | Who Is Supercow?                           |  |
|                    |                                 |                                            |  |
| 04                 | Przemienieni                    | Confused                                   |  |
| 04                 | Pieniążek za piórko             | The Molting Fairy                          |  |
|                    |                                 |                                            |  |
| 05                 | Najbrzydsza Kiełbaska           | The Ugliest Weenie                         |  |
|                    |                                 |                                            |  |
| 06                 | Jazda próbna                    | Crash Dive                                 |  |
| 06                 | Zdrowa konkurencja              | Happy Meat                                 |  |
|                    |                                 |                                            |  |
| 07                 | Szkolny tyran                   | School Bully                               |  |
| 07                 | Wehikuł czasu                   | Time Machine                               |  |
|                    |                                 |                                            |  |
| 08                 | Policja ortodontyczna           | Orthodontic Police                         |  |
| 08                 | Krowa okularnica                | Cow With Four Eyes                         |  |
|                    |                                 |                                            |  |
| 09                 | Krowie instynkty                | Cow Instincts, Don’t It?                   |  |
| 09                 | Krowa baletowa                  | Ballerina Cow                              |  |
|                    |                                 |                                            |  |
| 10                 | Pierwszy pocałunek Kurczaka     | Chicken’s First Kiss                       |  |
| 10                 | Podlej kwiatki                  | Squirt The Daisies                         |  |
|                    |                                 |                                            |  |
| 11                 | Kosiarz trawników               | Lawnmower Chicken                          |  |
| 11                 | Krowa kocha Bobra Drwala        | Cow Loves Piles                            |  |
|                    |                                 |                                            |  |
| 12                 | Krowa w kosmosie                | Space Cow                                  |  |
| 12                 | Legenda o Megakocie             | The Legend Of Sailcat                      |  |
|                    |                                 |                                            |  |
| 13                 | Łowcy głów z Oregonu            | Headhunting In Oregon                      |  |
| 13                 | Król i Królowa Sera             | The King And Queen Of Cheese               |  |
|                    |                                 |                                            |  |
| SERIA DRUGA        |                                 |                                            |  |
|                    |                                 |                                            |  |
| 14                 | Krowa i Puszek                  | Fluffy, The Anaconda                       |  |
| 14                 | Wesoła kałuża                   | The Laughing Puddle                        |  |
|                    |                                 |                                            |  |
| 15                 | Nauka piratowania               | Pirate Lessons                             |  |
| 15                 | Krowa, Kurczak i Halloween      | Halloween With Dead Ghosts, Coast To Coast |  |
|                    |                                 |                                            |  |
| 16                 | Niesforny język                 | Tongue Sandwich                            |  |
| 16                 | Randka w ciemno                 | Dream Date Chicken                         |  |
|                    |                                 |                                            |  |
| 17                 | Krowa sumo                      | Sumo Cow                                   |  |
| 17                 | Kometa                          | Comet!                                     |  |
|                    |                                 |                                            |  |
| 18                 | Najpopularniejszy program       | Dirty Laundry                              |  |
| 18                 | Safari z Bobrem Grizzly         | Grizzly Beaver Safari                      |  |
|                    |                                 |                                            |  |
| 19                 | Latawiec Bez Kości              | Boneless Kite                              |  |
| 19                 | Co było pierwsze?               | Which Came First                           |  |
|                    |                                 |                                            |  |
| 20                 | Policja ortodontyczna           | Orthodontic Police                         |  |
| 20                 | Kolaż Krowa i Kurczak           | Cow And Chicken Reclining                  |  |
|                    |                                 |                                            |  |
| 21                 | Zakupy na kredyt                | Free Inside                                |  |
| 21                 | W brzuchu Krowy                 | Journey To The Center Of Cow               |  |
|                    |                                 |                                            |  |
| 22                 | Kurczak karateką                | The Karate Chick                           |  |
| 22                 | Podwórkowa wyprzedaż            | Yard Sale                                  |  |
|                    |                                 |                                            |  |
| 23                 | Ted Sikora zaprasza             | Meet Lance Sackless                        |  |
| 23                 | Kto się boi ciemności?          | Who’s Afraid Of The Dark?                  |  |
|                    |                                 |                                            |  |
| 24                 | Trener operacji plastycznych    | The Bad News Plastic Surgeons              |  |
| 24                 | Wymiana międzyszkolna           | The Exchange Student                       |  |
|                    |                                 |                                            |  |
| 25                 | Cudowna córeczka                | Child Star                                 |  |
| 25                 | Perpetualna energia             | Perpetual Energy                           |  |
|                    |                                 |                                            |  |
| 26                 | Niegrzeczny Kurczak             | Bad Chicken                                |  |
| 26                 | Nie śpij                        | Stay Awake!                                |  |
|                    |                                 |                                            |  |
| SERIA TRZECIA      |                                 |                                            |  |
|                    |                                 |                                            |  |
| 27                 | Czy mogę pobawić się z Krową?   | Can Cow Come Out and play                  |  |
| 27                 | Rogi Krowy                      | Horn Envy                                  |  |
|                    |                                 |                                            |  |
| 28                 | Dokąd idziesz?                  | Goin’ My Way?                              |  |
| 28                 | Opiekunka do dzieci             | The Baby Sitter                            |  |
|                    |                                 |                                            |  |
| 29                 | Krowa i mucha                   | Cow Fly                                    |  |
| 29                 | Gdzie jestem?                   | Where Am I?                                |  |
|                    |                                 |                                            |  |
| 30                 | Sierżant kiełbaska              | Sergeant Weenie Arms                       |  |
| 30                 | Kuzynka Sow                     | Sow And Chicken                            |  |
|                    |                                 |                                            |  |
| 31                 | Ja i mój piesek                 | Me An’ My Dog                              |  |
| 31                 | Łapacz krowich snów             | Cow’s Dream Catcher                        |  |
|                    |                                 |                                            |  |
| 32                 | Babcia na zakupach              | Grandma At The Mall                        |  |
| 32                 | Kurczak w łazience              | Chicken In The Bathroom                    |  |
|                    |                                 |                                            |  |
| 33                 | Kurczaki nie latają             | Chickens Don’t Fly                         |  |
| 33                 | Wychowanie Fizyczne             | P.E.                                       |  |
|                    |                                 |                                            |  |
| 34                 | Symulant                        | Playin’ Hooky                              |  |
| 34                 | Usta Kurczaka                   | Chicken Lips                               |  |
|                    |                                 |                                            |  |
| 35                 | Narodziny Krowy                 | The Day I Was Born                         |  |
| 35                 | Fabryczne fanaberie             | Factory Follies                            |  |
|                    |                                 |                                            |  |
| 36                 | 101 zastosowań Krowy i Kurczaka | 101 Uses For Cow And Chicken               |  |
| 36                 | Inteligentna forma życia        | Intelligent Life?                          |  |
|                    |                                 |                                            |  |
| 37                 | Uważaj czego życzysz            | Be Careful What You Wish For?              |  |
| 37                 | Rozbitkowie                     | Lost At Sea                                |  |
|                    |                                 |                                            |  |
| 38                 | Noc szakala                     | The Night Of The Ed!                       |  |
| 38                 | Krowi placek                    | Cow’s Pie                                  |  |
|                    |                                 |                                            |  |
| 39                 | Profesor Wielkorogi Wół         | Professor Longhorn Steer                   |  |
| 39                 | Dwaj głupcy na łyżwach          | A Couple Of Skating Fools                  |  |
|                    |                                 |                                            |  |
| SERIA CZWARTA      |                                 |                                            |  |
|                    |                                 |                                            |  |
| 40                 | Chachi, foka do żucia           | Chachi, The Chewing Gum Seal               |  |
| 40                 | Czarna Owca w rodzinie          | Black Sheep Of The Family                  |  |
|                    |                                 |                                            |  |
| 41                 | Goło i wesoło                   | The Full Mounty                            |  |
| 41                 | Gliniarz na kółkach             | Mall Cop                                   |  |
|                    |                                 |                                            |  |
| 42                 | Zabawki Krowy                   | Cow’s Toys                                 |  |
| 42                 | Pan lodziarz                    | I Scream Man                               |  |
|                    |                                 |                                            |  |
| 43                 | Podniebny obłęd                 | Cloud Nine                                 |  |
| 43                 | Nowi sąsiedzi                   | Send In The Clowns                         |  |
|                    |                                 |                                            |  |
| 44                 | Przeprowadzka                   | The Big Move                               |  |
| 44                 | Kocyk Krowy                     | Cow’s Magic Blanket                        |  |
|                    |                                 |                                            |  |
| 45                 | Kuzyn Ślimek                    | Snail Boy                                  |  |
| 45                 | Niefortunne koło                | Penalty Wheel                              |  |
|                    |                                 |                                            |  |
| 46                 | Niewidzialna Krowa              | Invisible Cow                              |  |
| 46                 | Potwór w szafie                 | Monster In The Closet                      |  |
|                    |                                 |                                            |  |
| 47                 | Zaczarowana fasola              | Chicken’s Fairy Tail                       |  |
| 47                 | Kurczak czarodziej              | Magic Chicken                              |  |
|                    |                                 |                                            |  |
| 48                 | Major Gatek                     | Major Wedgie                               |  |
| 48                 | Samotna Krówka                  | The Loneliest Cow                          |  |
|                    |                                 |                                            |  |
| 49                 | Krowa i koń                     | Cow’s Horse                                |  |
| 49                 | Czerwony kamerdyner             | Red Butler                                 |  |
|                    |                                 |                                            |  |
| 50                 | Krowia piękność                 | Cow’s A Beauty                             |  |
| 50                 | Lekcje gry na pianinie          | Piano Lessons                              |  |
|                    |                                 |                                            |  |
| 51                 | Kaczka, Kaczka, Kurczak         | Duck, Duck, Chicken                        |  |
| 51                 | Wielki Zadkini                  | The Great Panzini                          |  |
|                    |                                 |                                            |  |
| 52                 | Krowa i Kurczak oraz blues      | The Cow And Chicken Blues                  |  |
| 52                 | Ballada o Krowie i Kurczaku     | The Ballad Of Cow And Chicken              |  |
|                    |                                 |                                            |  |